# از رئیس‌جمهور پاداش نگیرید
از رئیس‌جمهور پاداش نگیرید فیلمی به کارگردانی کمال تبریزی و نویسندگی رضا مقصودی و محمد رحمانیان ساختهٔ سال ۱۳۸۷ است.
این فیلم در سال ۱۳۸۸ توقیف شد. اما پس از مدتها توقیف و با حذف برخی از صحنه‌ها و فیلمبرداری مجدد و اضافه شدن قسمت‌های جدید توانست مجوز اکران بگیرد.
نام این فیلم که در ابتدا پاداش بود به از رئیس‌جمهور پاداش نگیرید تغییر کرد و در سوم تیر ۱۳۹۴ اکران شده‌است.
خبر اکران این فیلم با واکنش منفی اصولگرایان مواجه شد.
در این فیلم کمال تبریزی در نقش جواد ظریف ظاهر می‌شود.

## خلاصه داستان
سلیم صفا یک مدیر دولتی است که به پاس خدماتش، از رئیس‌جمهور سفر حج پاداش می‌گیرد اما به جای سفر به‌ عنوان یک مقام عالی‌رتبه، با گروه خدماتی آشپزخانه عازم سفر می‌شود. در این سفر اتفاقاتی برایش می‌افتد که ظاهرش خوشایند نیست، اما همه این اتفاقات ناخوشایند باعث می‌شود به معنا و مفهومی از سفر دست پیدا کند.

## بازیگران
- حسن معجونی
- آتیلا پسیانی
- آشا محرابی
- بهمن زرین‌پور
- صابر ابر
- اصغر نقی‌زاده
- رضا بهبودی
- روح‌الله حق‌گوی لسان
- صبا مهری
- احمد آقالو